# Misagh Bahadoran
Misagh Medina Bahadoran (Mabalacat, Filipinas, 10 de enero de 1987) es un futbolista filipino-iraní que se desempeña en la posición de delantero. Actualmente juega en el club Global Football Club de la primera división del fútbol de Filipinas, también juega por la selección de Filipinas.

## Selección nacional
Bahadoran fue convocado a la selección de Filipinas por primera vez en el año 2007, pero su debut internacional se produjo en el año 2011, en un partido jugado contra Kuwait, cuando ingresó sustituyendo a Ángel Guirado en el partido de ida de la segunda ronda de la Clasificación asiática para la copa del mundo de 2014.

### Goles internacionales
| # | Fecha               | Sede   | Rival  | Marcador | Resultado | Competencia                                                          | Goles |
| - | ------------------- | ------ | ------ | -------- | --------- | -------------------------------------------------------------------- | ----- |
| 1 | 11 de junio de 2015 | Bocaue | Baréin | 2-1      | Victoria  | Eliminatorias asiáticas para el mundial 2018 y la Copa Asiática 2019 |       |
| 2 | 16 de junio de 2015 | Doha   | Yemen  | 0-2      | Victoria  | Eliminatorias asiáticas para el mundial 2018 y la Copa Asiática 2019 |       |